# フランコ・マレー
フランコ・マレー（Franco Marais、1992年9月23日 - ）は、ユナイテッド・ラグビー・チャンピオンシップライオンズに所属するラグビーユニオン選手。

## プロフィール
- 南アフリカ・フェリーニヒング出身。
- ポジションはフッカー(HO)。
- 身長 186cm、体重 108kg
- U20南アフリカ代表に選ばれたことがある[1]。

## 略歴
トランスヴァリア高校卒業後、シャークス、シャークス、グロスターを経て、2020年、NTTドコモレッドハリケーンズ(現・レッドハリケーンズ大阪)に加入。
2021年2月21日にジャパンラグビートップリーグ第1節キヤノンイーグルス戦に先発出場で日本での公式戦初出場を果たす。
2022年7月、NTT再編に伴う新チーム浦安D-Rocks選手スコッドに選ばれた。
2024年、ライオンズに加入。